# Partido di General Alvarado
Il partido di General Alvarado è un dipartimento (partido) dell'Argentina facente parte della Provincia di Buenos Aires. Il capoluogo è Miramar. 

## Toponimia
Il partido è intitolato al generale Rudecindo Alvarado, eroe della guerra d'indipendenza argentina.